# Pavel Huyn
Maria Pavel Josef Antonín hrabě Huyn (německy: Paul Graf Huyn) (17. února 1868 Brno – 1. října 1946 Bolzano-Gries) byl 9. biskup brněnský, 30. arcibiskup pražský, titulární biskup sofijský, titulární latinský patriarcha alexandrijský a asistent papežského trůnu. Jedná se o posledního pražského arcibiskupa šlechtického původu. Pro své výrazně prorakouské postoje nebyl mezi českými věřícími vnímán kladně a krátce po vzniku Československa novou republiku opustil.

## Biografie

### Raná léta
Pavel Huyn se narodil v Brně do německy hovořící hraběcí rodiny Huynů, patrně vlámského původu. Jeho otec Johann Karl Huyn (1812–1889) byl generálem rakouské armády, tři jeho starší bratři rovněž sloužili v c. k. armádě a dosáhli generálských hodností, z nich Karl Georg Huyn (1857–1938) byl v závěru první světové války místodržitelem v Haliči (1917–1918). Pavel ovšem nastoupil církevní dráhu, svá studia (teologie u jezuitů v Innsbrucku a na Germanicu v Římě) završil třemi doktoráty – z filosofie (1889), teologie (1895) a kanonického práva.
Na kněze byl ordinován 7. června 1892 v Innsbrucku. Od roku 1898 působil v brněnské diecézi, nejprve jako zámecký kaplan u hraběcí rodiny Desfours-Walderode v Křetíně u Letovic, poté jako kaplan v Prosiměřicích, Trstěnicích (1900–1901) a jako farář v Běhařovicích (1901–1904).

### Biskup brněnský (1904–1916)
Po odchodu biskupa Františka Saleského Bauera z Brna na arcibiskupský stolec do Olomouce byl 17. dubna 1904 jmenován jeho nástupcem. Dne 26. června 1904 byl v Olomouci od Františka Saleského Bauera vysvěcen na biskupa a 3 dny nato byl nastolen (intronizován). Jeho působení je z hlediska národnostního poněkud kontroverzní, existují obvinění, že při obsazování farností dával přednost německým duchovním, za svého poradce si vybral německého nacionalistu, benediktina Albana Schachleitera. K případnému negativnímu vnímání biskupovy osobnosti přispěla i jeho prudká povaha a pravděpodobně nedostatečná znalost českého jazyka.
Ve své funkci usiloval o zintenzivnění pastorace, do diecéze uvedl nové řády a kongregace (karmelitány do Kostelního Vydří, redemptoristy, salvatoriány do Husovic (1911) ad.), získal schválení pro diecézní kongregaci sester těšitelek (1913 a 1915), svolal první diecézní synodu (1909). Založil Spolek pro stavbu nových chrámů v brněnské diecézi (byl jeho předsedou, jedním ze dvou místopředsedů byl hrabě Spiegel, poslanec moravského zemského sněmu) a zařídil stavbu nových kostelů na brněnských průmyslových předměstích (v Husovicích (1910), v Horních Heršpicích (1912) a na Křenové (1914)), a také nové chrámy na venkově, např. kostel Povýšení sv. Kříže v Uhřínově. Podporoval i spolkovou činnost.
Jeho vztah se skupinou intelektuálů kolem staroříšského spisovatele Josefa Floriana byl poněkud konfliktní (roku 1911 zakázal šíření Florianových Studií), podobně s knězem a literátem Jakubem Demlem, který byl za trest penzionován (1909).
Svým nařízením konat 29. července 1914 v celé diecézi bohoslužby za vítězství rakouských vojsk (počátek první světové války) vzbudil u veřejnosti značnou nelibost. Jako biskup brněnský užíval znaku, který je vytesán i na Petrově, a to rodový erb jako střední štítek na čtvrceném štítu diecéze s kužely a císařským orlem.

### Arcibiskup pražský (1916–1919)
Když 25. listopadu 1915 zemřel olomoucký arcibiskup František Saleský kardinál Bauer, vystřídal ho na přání vídeňských vládních míst spojených s armádou umírněný pražský metropolita kardinál Lev Skrbenský z Hříště a do Prahy byl povolán ráznější a vyhraněnější biskup Huyn. Svého nového úřadu se ujal 8. prosince 1916.
Ve funkci pražského arcibiskupa se mu nepodařilo získat podporu české veřejnosti, jeho působení vyvolávalo spíše odpor. Vznik Československa (28. října 1918) ho zastihl na vizitaci v Chebu, odkud se už na pokyn vídeňské nunciatury do Prahy – jako pro nové poměry politicky nepřijatelný – nevrátil a 19. listopadu 1918 české země opustil natrvalo. Na svůj úřad rezignoval dne 6. září 1919.

### Závěr života a pohřeb
Po odchodu z Čech pobýval ve Švýcarsku, později v Římě a nakonec v benediktinském klášteře v Griesu (dnes součást Bolzana) v jižním Tyrolsku. V letech 1919–1921 byl titulárním biskupem sofijským (sardicejským) a v letech 1921–1946 titulárním latinským patriarchou alexandrijským. Byl rovněž asistentem papežského trůnu. Zemřel 1. října 1946 v klášteře v Griesu.
Až do roku 2016 byly jeho ostatky prozatímně uloženy do krypty grieseckého kláštera, odkud byly z iniciativy Sester Těšitelek převezeny do Rajhradu, jak si to sám přál, a dne 1. října 2016 za přítomnosti brněnského sídelního biskupa Vojtěcha Cikrleho uloženy do nově zhotoveného sarkofágu v klášterním kostele Božského srdce Páně.